# Peter Mankoč
Peter Mankoč (Ljubljana, 4 juli 1978) is een gewezen Sloveens zwemmer.
Peter Mankoč begon op zijn achtste met zwemmen, en ontwikkelde zich in de jaren negentig van de 20e eeuw tot de succesvolste zwemmer van zijn vaderland Slovenië. Omdat Pero op vrijwel elke zwemslag uit de voeten kan, legde hij zich vooral toe op de veeleisende wisselslag. Mankoč studeerde aan de universiteit van zijn geboorteplaats Ljubljana, en werd getraind door Dimitrij Mancevic.

## Internationale erelijst

### 1996
```
Europese kampioenschappen
 kortebaan (25 meter) in 
Rostock

 * Vijfde op de 100 meter wisselslag                     56,10    
 * Vijfde op de 200 meter wisselslag                   2.01,77   
```

### 1997
```
Europese kampioenschappen
 langebaan (50 meter) in 
Sevilla
:
 * Achttiende op de 100 meter rugslag
 * Negentiende op de 100 meter vlinderslag
```

### 1998
```
Europese kampioenschappen
 kortebaan (25 meter) in 
Sheffield
:
 * Zesde op de 100 meter wisselslag                      55,38
```

### 1999
```
Wereldkampioenschappen
 kortebaan (25 meter) in 
Hongkong
:
 * Vierde op de 100 meter wisselslag                     55,36
```

```
Europese kampioenschappen
 kortebaan (25 meter) in 
Lissabon
:
 * Tweede op de 100 meter wisselslag                     54,27
 * Vijfde op de 100 meter vrije slag                     48,93
 * Vijfde op de 200 meter wisselslag                   1.59,28
```

### 2000
```
Wereldkampioenschappen
 kortebaan (25 meter) in 
Athene
:
 * Vierde op de 100 meter wisselslag                     54,45
 * Vijfde op de 200 meter wisselslag                   1.59,39
```

```
Olympische Spelen
 langebaan (50 meter) in 
Sydney
:
 * Achttiende op de 200 meter wisselslag               2.03,45
```

```
Europese kampioenschappen
 langebaan (50 meter) in 
Helsinki
:
 * Tiende op de 200 meter wisselslag
```

### 2001
```
Wereldkampioenschappen
 langebaan (50 meter) in 
Fukuoka
:
 * Zestiende op de 200 meter wisselslag                2.05,20
```

### 2002
```
Wereldkampioenschappen
 kortebaan (25 meter) in 
Moskou
:
 * Eerste op de 100 meter wisselslag                     52,90
 * Tweede op de 200 meter wisselslag                   1.56,13
```

```
Europese kampioenschappen
 langebaan (50 meter) in 
Berlijn
:
 * Achtste op de 50 meter vrije slag                     22,96
 * Achtste op de 200 meter wisselslag                  2.01,85
```

```
Europese kampioenschappen
 kortebaan (25 meter) in 
Riesa
:
 * Eerste op de 100 meter wisselslag                     53,05
 * Derde op de 200 meter wisselslag                    1.56,28
```

### 2003
```
Wereldkampioenschappen
 langebaan (50 meter) in 
Barcelona
:
 * Zevende op de 200 meter vrije slag                  1.48,96
 * Dertiende op de 50 meter vrije slag                   22,61
 * Vijftiende op de 100 meter vrije slag                 49,88
```

```
Europese kampioenschappen
 kortebaan (25 meter) in 
Dublin
:
 * Eerste op de 100 meter wisselslag                     53,35
 * Derde op de 200 meter wisselslag                    1.57,03
```

### 2004
```
Europese kampioenschappen
 langebaan (50 meter) in 
Madrid
:
 * Achtste op de 100 meter vrije slag                    50,07
```

```
Olympische Spelen
 langebaan (50 meter) in 
Athene
:
 * Dertiende op de 100 meter vrije slag                  49,71 
 * 22ste op de 200 meter vrije slag                    1.50,72 
 * 29ste op de 100 meter vlinderslag                     54,14
```

```
Wereldkampioenschappen
 kortebaan (25 meter) in 
Indianapolis
:
* Eerste op de 100 meter wisselslag                      52,66
* Derde op de 100 meter vlinderslag                      51,66
* Vierde op de 200 meter wisselslag                    1.56,98
* Twaalfde op de 50 meter vlinderslag                    23,78
* Dertiende op de 50 meter vrije slag                    22,17
```

```
Europese kampioenschappen
 kortebaan (25 meter) in 
Wenen

* Eerste op de 100 meter wisselslag                      53,05
```

### 2005
```
Europese kampioenschappen
 kortebaan (25 meter) in 
Triëst

* Derde op de 100 meter vlinderslag                      51,47
* Eerste op de 100 meter wisselslag                      52,65
```